# واحد کنترل موتور

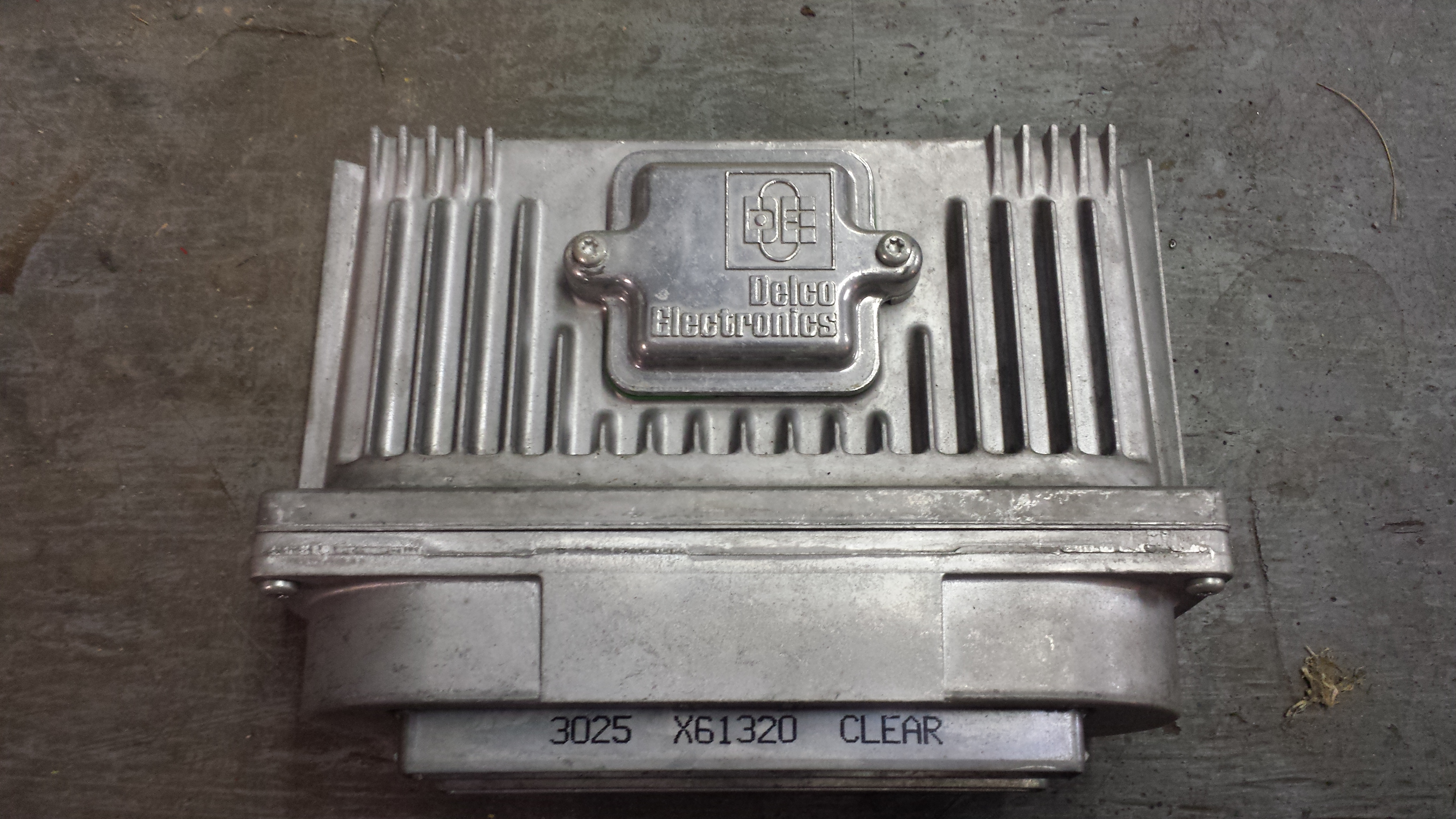
واحد کنترل موتور خودرو شورلت ۱۹۹۶.

واحد کنترل موتور یا ای‌سی‌یو (به انگلیسی: Engine control unit (ECU)) که اکنون به آن ماژول کنترل انتقال قدرت (به انگلیسی: powertrain control module) نیز گفته می‌شود که گونه‌ای واحد کنترل الکترونیکی است که مجموعه‌ای از عملگرهای درون موتور را برای اطمینان از بهبود عملکرد موتور درون‌سوز هدایت و رهبری می‌کند.

## نحوۀ عملکرد
واحد کنترل موتور با خواندن مقادیر مختلف به‌وسیلۀ حسگرهایی که درون موتور قرار دارد، اطلاعات مختلف را جمع‌آوری و پردازش می‌کند و براساس آن دستورهای موردنیاز را صادر می‌کند. تفسیر داده‌ها بر اساس نقشه عملکرد چندبعدی که look up table نام دارد انجام می‌شود.
وظایف ECU:
- کنترل نسبتِ هوا به سوخت،
- کنترل زمان احتراق،
- کنترل زمان استراحت،
- کنترل زمان‌بندی متغیر سوپاپ،
- کنترل الکترونیکی سوپاپ

ECUهای برنامه‌ریختنی: بعضی ECUها رفتار ثابتی ندارند و می‌توانند توسط کاربر برنامه‌ریزی شوند. این برنامه‌ریزی‌ها می‌تواند هنگام فعالیت موتور به‌وسیلۀ اتصال دستگاه دیاگ از طریق رابط ویژه انجام شود.

## پیشینه
پیش از استفاده از این سامانه تنظیم مخلوط سوخت و هوا و زمان احتراق و... به‌صورت مکانیکی هدایت شده و با ابزارهای مکانیکی و پنوماتیکی هدایت می‌شد.
یکی از نخستین تلاش‌ها برای ایجاد یک واحد خودکار برای مدیریت عملکرد موتور چندکاره توسط شرکت بی ام و صورت گرفت که در موتور ۸۰۱ ۱۴ سیلندر با موتور ستاره‌ای که در هواپیمای فوک-ولف ۱۹۰ (به انگلیسی: Focke-Wulf Fw 190) استفاده شد. این سامانه تک جایگزین ۶ سامانۀ کنترلی که شتاب کمی داشت، شد.
با این حال، این سامانه در ابتدا مشکلاتی نیز داشت که می‌توان از ایجاد موج در موتور و شرایط سخت برای پرواز فوک-ولف ۱۹۰ نام برد که می‌توانست شرایط بسیار سختی برای برخاستن و چرخش ایجاد کند.